# Claude Nicollier
Claude Nicollier (Vevey, 2 september 1944) is de eerste en tot nog toe enige Zwitserse astronaut. Als astronaut van de Europese Ruimtevaartorganisatie (ESA) nam hij deel aan vier vluchten van het spaceshuttleprogramma.

## Biografie
Nicollier werd in 1966 een piloot in de Zwitserse luchtmacht maar zijn carrière als militair piloot werd in 1969 afgebroken door een auto-ongeval. Hij volgde dan een opleiding tot piloot. Vanaf 1974 mocht hij voor Swissair vliegen. Ondertussen studeerde hij fysica aan de universiteit van Lausanne waar hij in 1970 een Bachelor of Science behaalde, en astrofysica aan de universiteit van Genève, waar hij in 1975 de Master of Science-graad kreeg.
In 1976 ging hij als wetenschapper werken bij de ESA in Noordwijk en in december 1977 werd hij geselecteerd voor de eerste groep ESA-astronauten.
De eerste missie waarvoor hij werd aangeduid was STS-61-K, voorzien voor oktober 1986, maar die werd geschrapt na de ramp met de Spaceshuttle Challenger.
In 1988 volgde hij een opleiding tot testpiloot aan de Empire Test Pilot School in Boscombe Down (Engeland).
Zijn eerste ruimtevlucht was als missiespecialist aan boord van Spaceshuttle Atlantis-vlucht STS-46 van 31 juli tot 8 augustus 1992. Nadien nam hij nog aan drie missies deel: STS-61 aan boord van Spaceshuttle Endeavour (2 tot 13 december 1993; dit was de eerste reparatie-missie naar de ruimtetelescoop Hubble), STS-75 aan boord van Spaceshuttle Columbia (22 februari tot 9 maart 1996) en STS-103 aan boord van Spaceshuttle Discovery (19 tot 27 december 1999). Dit was ook een reparatie-missie naar de ruimtetelescoop Hubble. Tijdens deze vlucht maakte Nicollier een ruimtewandeling van acht uur. Nicollier is de eerste ESA-astronaut die tijdens een spaceshuttlemissie een ruimtewandeling maakte.
In 1994 werd hij benoemd tot hoogleraar aan de Technische Universiteit van Lausanne.
Nicollier bleef verbonden aan de ESA-afdeling in Houston (Texas) tot aan zijn pensioen in 2007.
Tijdens zijn vier ruimtevluchten verbleef hij in totaal 42 dagen, 12 uur en 5 minuten in de ruimte.